# نیکو چفر
نیکو چفر (انگلیسی: Nico Cháfer؛ زادهٔ ۱۱ فوریهٔ ۱۹۹۱) بازیکن فوتبال اهل اسپانیا است.
از باشگاه‌هایی که در آن بازی کرده‌است می‌توان به باشگاه فوتبال لگانس اشاره کرد.